# Ḍiyāʾ al-Dīn Baranī
Ḍiyāʾ al-Dīn Baranī (1285 – 1357 circa) è stato uno storico indiano.
Ḍiyāʾ al-Dīn Baranī, o Barnī (Lingua urdu ضياء الدين برني), è stato il primo scrittore musulmano ad aver scritto un'opera storiografica sull'India. Risiedette per diciassette anni presso la corte di Delhi come nadīm del sultano Muḥammad b. Ṭughlāq.
Le sue opere principali sono la Tārīkh-i Fīrūz Shāhī (Storia dello Shāh Fīrūz), concernente i doveri del sultano indiano verso la religione islamica, e le Fatawā-ye jahāndārī (Regole del governo temporale), un'esposizione della filosofia della storia influenzata dal misticismo Sufī.